# O. E. Hasse

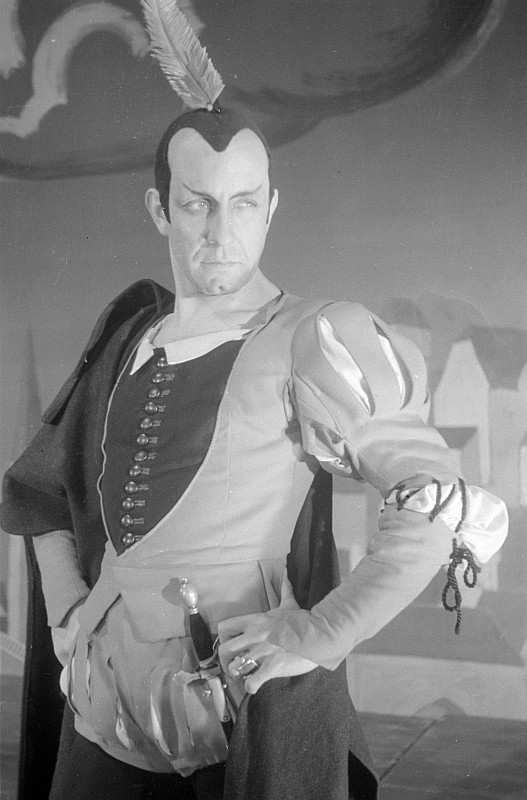
O. E. Hasse als Mephisto in Faust I, 1945

Otto Eduard „O. E.“ Hasse (* 11. Juli 1903 in Obersitzko, Westpreußen (heute Polen); † 12. September 1978 in Berlin) war ein deutscher Schauspieler, Regisseur, Hörspiel- und Synchronsprecher.

## Leben

### Theater

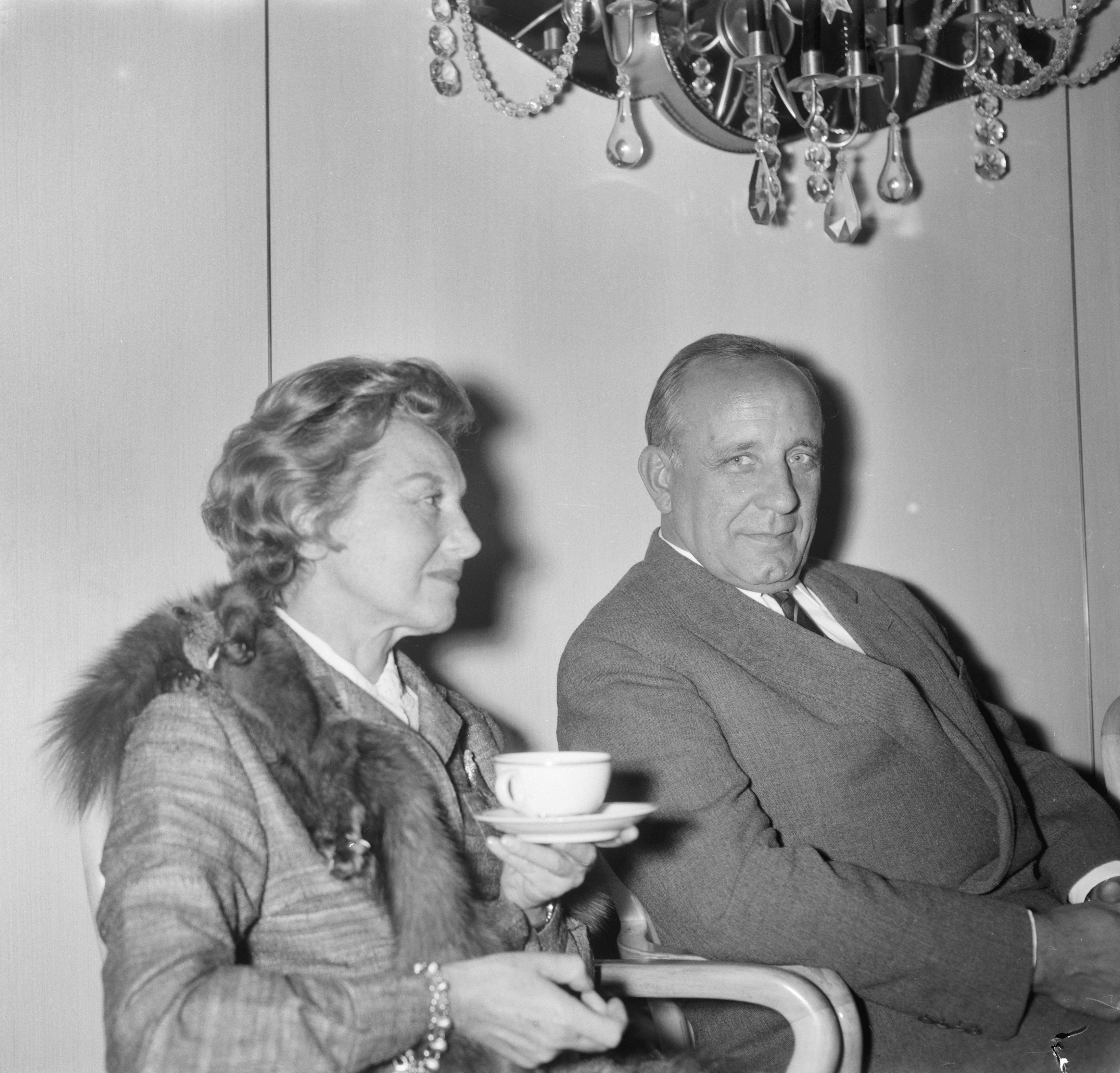
Hasse mit Elisabeth Bergner (1960)

Schon als Kind sammelte der Sohn eines Schmieds zusammen mit der Mitschülerin Berta Drews an seiner Schule in Kolmar/Posen erste Theatererfahrungen. Nach dem Abitur begann Hasse in Berlin ein Jurastudium, das er allerdings nach drei Semestern abbrach. Er wechselte zur weiteren Ausbildung als Schauspieler an die Max-Reinhardt-Schule am Deutschen Theater. Nachdem er diese erfolgreich abgeschlossen hatte, trat er an der Berliner „Jungen Bühne“, am Harzer Sommertheater in Thale, in Breslau und an den Münchner Kammerspielen auf. Hier arbeitete er auch als Regisseur.
Hasse war mit Auftritten auf der Bühne und auf der Filmleinwand präsent. Im Jahr 1961 unternahm er zusammen mit Elisabeth Bergner eine Gastspielreise durch die USA mit dem Bühnenstück Geliebter Lügner (einem für die Bühne bearbeiteten Briefwechsel zwischen G. B. Shaw und Stella Patrick Campbell) von Jerome Kilty. Im Jahr 1967 trat er als Winston Churchill in Rolf Hochhuths umstrittenem Stück Soldaten an der Freien Volksbühne in Berlin auf. 1971 spielte er am Burgtheater in Wien unter der Regie von Gerhard Klingenberg die Titelrolle von William Shakespeares Julius Caesar.

### Film
Seine Filmkarriere begann Hasse bereits 1941 mit kleineren Nebenrollen, z. B. in Stukas (1941), Rembrandt (1942) oder Dr. Crippen an Bord (1942).
Großen internationalen Erfolg hatte Hasse erst nach 1945 in dem Alfred-Hitchcock-Film Ich beichte (I Confess, 1953) an der Seite von Montgomery Clift und in Deutschland mit der Titelrolle in dem Film Canaris (1954). Hasse spielte mit in zwei Teilen der „08/15“-Trilogie (neben Joachim Fuchsberger) (1955), in der Filmkomödie Kitty und die große Welt (1956) (neben Romy Schneider), in Arsène Lupin, der Millionendieb (1957) als Kaiser Wilhelm II. (neben Liselotte Pulver) sowie als Staatsanwalt von Treskow in der Spoerl-Verfilmung Der Maulkorb von Wolfgang Staudte (1958). Auch an den Romanverfilmungen von Frau Warrens Gewerbe (1960) nach George Bernard Shaw und Die Ehe des Herrn Mississippi (1961) nach Friedrich Dürrenmatt war er beteiligt. Krimi-Fans kennen O. E. Hasse auch aus Die Todesstrahlen des Dr. Mabuse (1964).
Bekannt war seine Darstellung des Stabsarztes in dem auf dem Roman von Heinz G. Konsalik basierenden Film Der Arzt von Stalingrad über die Erlebnisse des Arztes Ottmar Kohler in der Kriegsgefangenschaft – neben Eva Bartok als russische Ärztin und dem jungen Mario Adorf als Sanitäter.
War Hasses Darstellungsstil zunächst geprägt durch eine expressive und oft theatralisch wirkende Spielweise der zwanziger Jahre, die sich auch in einer häufig exaltierten Sprechweise mit teilweise übertriebenen Betonungen einzelner Satzpassagen äußerte, so entwickelte er mit zunehmendem Alter eine sehr konzentrierte, zurückgenommene Spielweise. Dabei gelang es ihm, mit einer sehr zurückhaltend und gezielt eingesetzten Körpersprache und seiner immer markanter werdenden rauen, dunklen Stimme seinen Figuren eine einzigartige Wirkung zu verleihen.

### Fernsehen
Erst spät kam Hasse mit dem Fernsehen in Berührung. Im Jahr 1975 verfilmte Peter Zadek das Theaterstück Eiszeit von Tankred Dorst mit Hasse in der Rolle des neunzigjährigen Literatur-Nobelpreisträgers Knut Hamsun – nach Meinung vieler Kritiker eine der eindrucksvollsten Rollen des Schauspielers. Die erfolgreiche Zusammenarbeit mit Zadek wiederholte Hasse 1977 in der Fernsehadaption von Brendan Behans Theaterstück Die Geisel. Seine letzte künstlerische Arbeit war die Theaterrolle des Dieners Shunderson in Curt Goetz’ Dr. med. Hiob Prätorius in der Berliner Komödie am Kurfürstendamm.

### Sonstiges

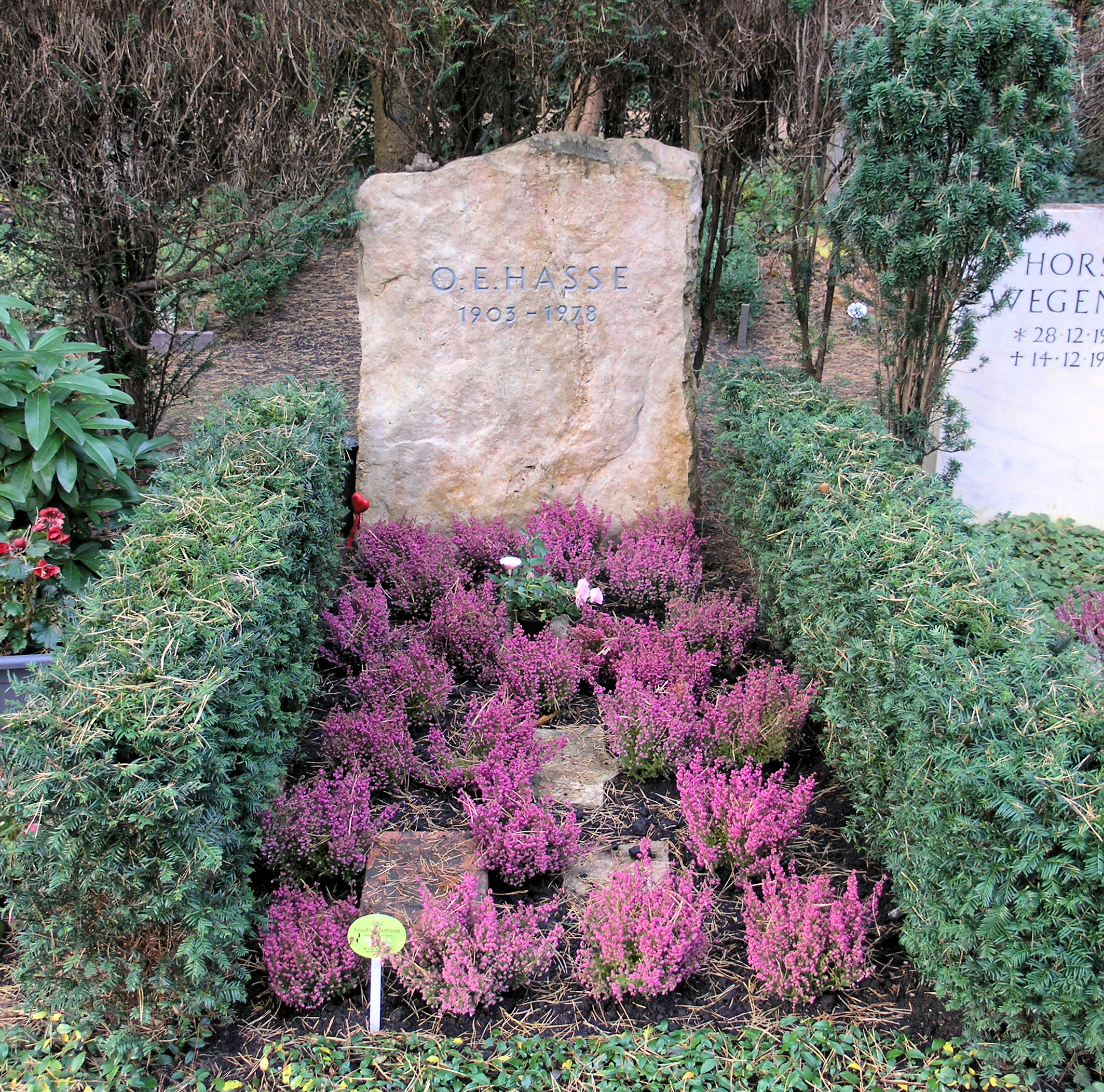
Ehrengrab, Hüttenweg 47, in Berlin-Dahlem

Im Jahr 1959 war Hasse Jury-Mitglied bei den Internationalen Filmfestspielen in Berlin. Er war unter anderem die markante deutsche Synchronstimme von Charles Laughton, Humphrey Bogart, Spencer Tracy und Clark Gable. Zu seinen Hörspielrollen gehört zum Beispiel die Figur des Kapitäns Queeg in der Funkfassung von Die Caine war ihr Schicksal nach Herman Wouk (1954).
Seit 1981 wird jährlich der O.-E.-Hasse-Preis von der O.-E.-Hasse-Stiftung vergeben, die von der Akademie der Künste (Berlin) betreut wird. Damit wird das Vermächtnis des Schauspielers erfüllt, der zur Förderung des Schauspielernachwuchses eine Auszeichnung mit Geld bestimmt hatte. Die Preise werden von der Stiftung jungen Darstellern des Sprech- und Musiktheaters zuerkannt. Hasse wurde auf dem Waldfriedhof Dahlem beerdigt. Die Grabstätte gehört zu den Berliner Ehrengräbern.
Sein schriftlicher Nachlass befindet sich im Archiv der Akademie der Künste in Berlin.

## Homosexualität
Im Frühjahr 1939 wurde Hasse in München wegen Homosexualität gemäß § 175 StGB zu zwei Monaten Gefängnis verurteilt, was nach der damaligen Strafpraxis als ein relativ mildes Urteil galt. Als strafmildernd wurden seine Unbescholtenheit, sein Geständnis und seine künstlerischen Leistungen gewertet. So sei Adolf Hitler von Hasses Auftritt in Cäsar und Cleopatra „stark beeindruckt“ gewesen. Nach Hasses Haftentlassung gab ihm der Münchner Inspekteur der Sicherheitspolizei (IdS), SS-Oberführer Lothar Beutel, die Zusicherung, dass er „keine beruflichen Schwierigkeiten“ zu erwarten habe. Dies war einer sogenannten „Sondergenehmigung“ durch Joseph Goebbels zu verdanken. Im Jahr 1939 erhielt Hasse einen Vertrag in Prag für das dort gegründete Deutsche Theater und verwendete von da an den Namen O. E. Hasse. Nachdem er dort im Oktober 1940 auf Betreiben eines konkurrierenden Schauspielers erneut als „untragbar“ suspendiert worden war, setzte sich Goebbels gegen den deutschen Statthalter in Prag Karl Hermann Frank durch und ließ die Suspendierung aufheben.
O. E. Hasse gehörte einer Generation an, die ihr Privatleben streng vom Beruf trennte. Auch wenn er seine Homosexualität nie leugnete, so war es doch für ihn als Künstler in den 1950er Jahren und angesichts möglicher Strafverfolgungen nach § 175 StGB schwierig, eine solche Identität zu leben. Er sah sich – wie andere seiner Zeitgenossen – gezwungen, seine Orientierung wie eine heimliche Angelegenheit zu behandeln. Sein Lebensgefährte der letzten drei Lebensjahrzehnte war Max Wiener, der für eine bestimmte Zeit Mitglied der Konzernleitung von Ringier war.

## Filmografie
- 1924: Der letzte Mann (nur Statisterie)
- 1932: Peter Voß, der Millionendieb
- 1932: Kreuzer Emden
- 1933: Fräulein Hoffmanns Erzählungen
- 1933: Muss man sich gleich scheiden lassen?
- 1934: Die vertauschte Braut
- 1934: Klein Dorrit
- 1934: Peer Gynt
- 1934: Der verhexte Scheinwerfer (Kurzfilm)
- 1935: Knock out
- 1935: Ein ganzer Kerl
- 1935: Der Gefangene des Königs
- 1936: Der ahnungslose Engel
- 1936: Der schüchterne Casanova
- 1936: Die große und die kleine Welt
- 1936: Diener lassen bitten
- 1937: So weit geht die Liebe nicht
- 1939: Drei wunderschöne Tage
- 1941: Ins Grab kann man nichts mitnehmen (Kurzfilm)
- 1941: Stukas
- 1941: Alles für Gloria
- 1941: Illusion
- 1942: Rembrandt
- 1942: Die Entlassung
- 1942: Dr. Crippen an Bord
- 1942/44: Philharmoniker
- 1943: Gefährtin meines Sommers
- 1943: Der ewige Klang
- 1943: Geliebter Schatz
- 1944: Der große Preis
- 1944: Der Täter ist unter uns
- 1944: Komm zu mir zurück
- 1944: Aufruhr der Herzen
- 1948: Berliner Ballade
- 1949: Anonyme Briefe
- 1950: Es begann mit einem Kuß (The Big Lift)
- 1950: Epilog – Das Geheimnis der Orplid
- 1951: Entscheidung vor Morgengrauen (Decision Before Dawn)
- 1952: Der große Zapfenstreich
- 1953: Ich beichte (I Confess)
- 1953: Der letzte Walzer
- 1953: Wenn am Sonntagabend die Dorfmusik spielt
- 1954: Verraten (Betrayed)
- 1954: Canaris
- 1955: Ernst Reuter (Kurzfilm) (Erzähler)
- 1955: X-Boote greifen an (Above Us the Waves)
- 1955: 08/15 Zweiter Teil
- 1955: Alibi
- 1955: 08/15 in der Heimat
- 1956: Kitty und die große Welt
- 1957: Das Künstlerporträt (Fernsehserie) (Episode: Humphrey Bogart) (Erzähler)
- 1957: Arsène Lupin, der Millionendieb (Les Aventures d'Arsène Lupin)
- 1957: Spuren in die Vergangenheit (Sait-on jamais…)
- 1957: Die Letzten werden die Ersten sein
- 1957: Spione am Werk (Les espions)
- 1957: Der gläserne Turm
- 1958: Der Arzt von Stalingrad
- 1958: Der Maulkorb
- 1958: Solange das Herz schlägt
- 1959: Der Kaiser von Amerika (Fernsehfilm)
- 1959: Frau Warrens Gewerbe
- 1960: Majestäten (Fernsehfilm)
- 1960: Affäre Nabob (Au voleur!)
- 1961: Die Ehe des Herrn Mississippi
- 1962: Das Leben beginnt um acht
- 1962: Der Korporal in der Schlinge (Le Caporal épinglé)
- 1962: Lulu
- 1963: Laster und Tugend (Le Vice et la vertu)
- 1963: Mein Vater hatte recht (Fernsehfilm) (Darsteller und Drehbuchadaption)
- 1963: Geliebter Lügner (Fernsehfilm)
- 1964: Die Todesstrahlen des Dr. Mabuse
- 1965: Drei Zimmer in Manhattan (Trois chambres à Manhattan)
- 1969: Cäsar und Cleopatra (Fernsehfilm)
- 1971: Das geliebte Klischee – Wandlungen zentraler Motive der deutschen Dramatik des 20. Jahrhunderts (Fernsehserie) (Episode: Churchill und andere große Männer)
- 1972: Der unsichtbare Aufstand (État de siège)
- 1973: Ein Abend mit O.E. Hasse (Fernsehfilm)
- 1975: Zeit des Friedens (L'età della pace)
- 1975: Eiszeit
- 1975: Läster-Lexikon (Fernsehserie) (Episode: Das Gesetz und seine Männer – die Juristen)
- 1977: Die Geisel (Fernsehfilm)
- 1977: Der Alte: (Episode: Konkurs) (Fernsehserie)
- 1977: Sanfter Schrecken – Unheimliche Geschichten am Kamin (Fernsehfilm)

## Hörspiele
- 1947: Wir sind noch einmal davongekommen (nach Thornton Wilder)
- 1947: Das Salzburger große Welttheater (nach Hugo von Hofmannsthal) – Regie: Hanns Korngiebel
- 1947: George Bernard Shaw: Major Barbara (Adolpho Cusins) – Regie: Hannes Küpper (Berliner Rundfunk)
- 1948: Hiroshima – Regie: Otto Kurth
- 1948: Karl Heinz Martin zum Gedenken
- 1950: Der öffentliche Ankläger – Regie: Rudolf Noelte
- 1950: Menschenwürde – Menschenrecht – Regie: Rudolf Noelte
- 1950: Die Teufelsgeige – Regie: Rudolf Noelte
- 1951: Molière: Der eingebildete Kranke (Diafoirus) – Regie: Walter Ohm (BR)
- 1952: Nicola Manzari: Partie zu viert (Marco Vetti) – Regie: Rolf von Sydow (RIAS Berlin)
- 1953: Carl Zuckmayer: Ulla Winblad oder Musik und Leben des Carl Michael Bellman (Carl Michael Bellman) – Regie: Walter Ohm (BR/RB/SWF)
- 1953: Arm wie eine Kirchenmaus – Regie: Otto Kurth
- 1954: Das Jahr Lazertis (von Günter Eich) – Regie: Karl Peter Biltz
- 1954: Ackermann und Tod (Ackermann aus Böhmen) – Regie: Hans Bernd Müller
- 1954: Die Caine war ihr Schicksal (nach Herman Wouk) – Regie: Gert Westphal
- 1957: Abendstunde im Spätherbst (von Friedrich Dürrenmatt) – Regie: Walter Knaus
- 1958: Herrenhaus – Regie: Günther Rennert
- 1959: Der Kaiser von Amerika (nach George Bernard Shaw) – Regie: Willi Schmidt
- 1963: Der Tartüff (nach Molière) – Regie: Hans Lietzau
- 1974: Die fast makellose Sammlung – Regie: Friedhelm von Petersson

## Auszeichnungen
- 1951: Kunstpreis der Stadt Berlin
- 1955: Berliner Senatspreis
- 1961: Ordentliches Mitglied der Berliner Akademie der Künste
- 1964: Staatsschauspieler
- 1973: Ernst-Reuter-Plakette
- 1973: Großes Verdienstkreuz der Bundesrepublik Deutschland

## Medien
- Theodor Fontane: Ja, das möcht ich noch erleben. Hörbuch, vorgelesen von O. E. Hasse. CD, Universal Music, ISBN 3-8291-1205-X.
- Thomas Mann und O.E. Hasse lesen THOMAS MANN. „Schwere Stunde“ und „Bekenntnisse des Hochstaplers Felix Krull“. Bastei Lübbe, Bergisch Gladbach 2007, ISBN 978-3-7857-3013-3.